# Evan Griffith Galbraith
Evan (Van) Griffith Galbraith, 2 juillet 1928 – 21 juillet 2008, est ambassadeur des États-Unis en France de 1981 à 1985 sous l'administration de Ronald Reagan et représentant du secrétariat à la Défense pour l'Europe et l'OTAN sous l'autorité de Donald Rumsfeld de 2002 à 2007.

## Biographie
Galbraith naît à Toledo dans l'Ohio. Il est diplômé de l'Ottawa Hills High School en 1946 et de l'université Yale (promotion 1950, membre de Skull and Bones,) et de la faculté de droit de Harvard. Galbraith sert en service actif dans la United States Navy de 1953 à 1957, attaché à la Central Intelligence Agency. De 1960 à 1961, il est l'assistant confidentiel du secrétaire au Commerce des États-Unis sous Dwight Eisenhower. Il était un ami proche et camarade de classe de Yale de William F. Buckley décédé un mois après lui.
Avant son poste d'ambassadeur en France sous le président Ronald Reagan, Galbraith a passé plus de vingt ans en Europe, principalement comme banquier d'investissement. Il commence sa carrière bancaire chez Morgan Guaranty dans la vente et la conception d'obligations à Paris et devient plus tard directeur général de Dillon, Read & Co. à Londres en 1969. Dans les années 1990, il est directeur consultatif de Morgan Stanley à New York, président du conseil d'administration du National Review et membre du conseil d'administration du groupe Lagardère à Paris. Avec Daimler Benz, le Groupe Lagardère S.A. contrôle EADS (European Aerospace and Defense Systems), plus grande entreprise de défense d'Europe et principal propriétaire du groupe Airbus. Galbraith a également siégé à plusieurs autres conseils commerciaux et jusqu'en 1998, était président du conseil de LVMH (Moët Hennessy Louis Vuitton) USA.
Le secrétaire à la Défense Donald Rumsfeld nomme Evan G. Galbraith son représentant en Europe et le conseiller à la défense de la mission américaine auprès de l'OTAN. En faisant cette nomination Rumsfeld dit : « Je voulais un représentant vigoureux et chevronné en Europe qui apportera une direction expérimentée à cette importante mission ».
Galbraith est membre du Center for Security Policy, Conseil des relations étrangères et du Bohemian Club à San Francisco. Il était aussi un membre du conseil d'administration de Club Med Inc.
Marié à Marie "Bootsie" Rockwell Galbraith, il laisse derrière lui trois enfants, Evan, Christina et John et trois petits-enfants. Il est enterré au cimetière national d'Arlington.

## Ouvrage
- Ambassador in Paris: The Reagan Years. (1985)  (ISBN 0-89526-577-X)

## Source de la traduction
- (en) Cet article est partiellement ou en totalité issu de l’article de Wikipédia en anglais intitulé « Evan G. Galbraith » (voir la liste des auteurs).